# 乌东河畔博略
烏東河畔博略（法語：Beaulieu-sur-Oudon，法語發音：[boljø syʁ udɔ̃]）是法国马耶讷省的一个市镇，位于该省西部偏南，属于拉瓦勒区。

## 地理
乌东河畔博略（48°0'15"N, 0°59'37"W）面积19.73 平方千米，位于法国卢瓦尔河地区大区马耶讷省，该省份为法国西北部内陆省份，北起芒什省和奧恩省，西接伊勒-维莱讷省，南至曼恩-卢瓦尔省，东临萨尔特省。
与乌东河畔博略接壤的市镇（或旧市镇、城区）包括：勒佩特尔、科塞勒维维安、梅拉勒、蒙让、圣西尔勒格拉沃莱。

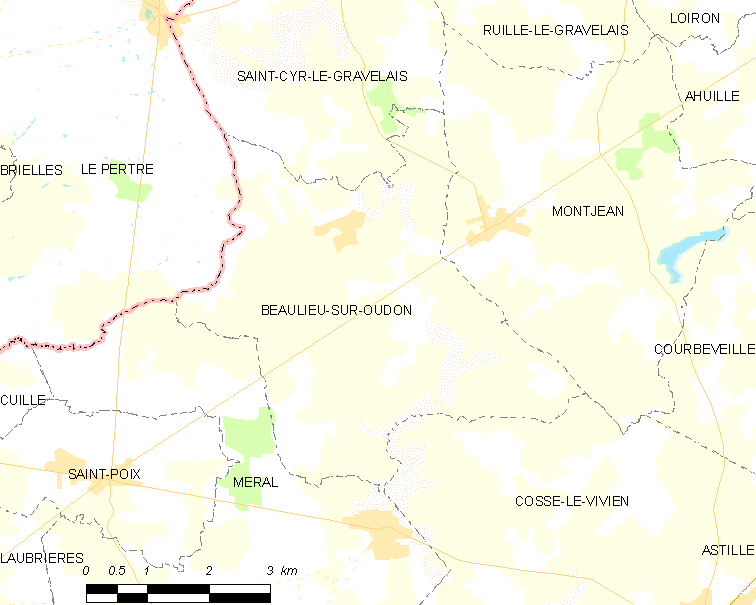
乌东河畔博略的OSM定位图

乌东河畔博略的时区为UTC+01:00、UTC+02:00（夏令时）。

## 行政
乌东河畔博略的邮政编码为53320，INSEE市镇编码为53026。

## 政治
乌东河畔博略所属的省级选区为卢瓦龙-吕耶县。

## 人口

1962-2008年间乌东河畔博略人口变化图示

乌东河畔博略于2022年1月1日时的人口数量为500人。